# Zaporijjea, Șîroke
Zaporijjea (în ucraineană Запоріжжя) este un sat în comuna Ceapaievka din raionul Șîroke, regiunea Dnipropetrovsk, Ucraina.

## Demografie
Componența lingvistică a localității Zaporijjea
     Ucraineană (90,64%)
     Rusă (8,87%)
     Alte limbi (0,49%)
Conform recensământului din 2001, majoritatea populației localității Zaporijjea era vorbitoare de ucraineană (90,64%), existând în minoritate și vorbitori de rusă (8,87%).